# اسلام در برونئی
اسلام دین رسمی در برونئی محسوب می‌شود و بیش از ۶۰ درصد از جمعیت این کشور را مسلمانان تشکیل می‌دهند.